# Johan Jern (1738–1795)
Johan Jern, född 22 mars 1738, död 1 april 1795, var en svensk handelsman, riksdagsledamot och politiker.

## Biografi
Johan Jern föddes 1738 och arbetade som handelsman och rådman i Linköping. Han avled 1795.
Jern var riksdagsledamot för borgarståndet i Linköping vid riksdagen 1789.